# Cedric Teuchert
Cedric Teuchert (pronunciación en alemán: /ˈtɔʏ̯çɐt/; Coburgo, Baviera, Alemania, 14 de enero de 1997) es un futbolista alemán. Juega de delantero y su equipo es el St. Louis City SC de la Major League Soccer.

## Trayectoria
Formado en las inferiores del F. C. Núremberg, Teuchert debutó con el primer equipó en 2014 en la 2. Bundesliga.
El 3 de enero de 2018 fichó por el Schalke 04 de la Bundesliga por un millón de euros.
Tras haber jugado la temporada 2019-20 cedido en el Hannover 96, el 1 de agosto de 2020 se hizo oficial su fichaje por el F. C. Union Berlin. En la capital estuvo año y medio antes de regresar al Hannover 96.
En mayo de 2024 St. Louis City SC hizo oficial su incorporación una vez se abriera el periodo de fichajes en el mes de julio.

## Selección nacional
Teuchert fue internacional en categorías inferiores con la selección de Alemania.

## Estadísticas
Actualizado al último partido disputado en la temporada 2024 (no incluye encuentros por equipos reserva).
| Club | Div.          | Temporada     | Liga  | Liga  | Copas nacionales(1) | Copas nacionales(1) | Copas internacionales(2) | Copas internacionales(2) | Total | Total |
| Club | Div.          | Temporada     | Part. | Goles | Part.               | Goles               | Part.                    | Goles                    | Part. | Goles |
| --- | ------------- | ------------- | ----- | ----- | ------------------- | ------------------- | ------------------------ | ------------------------ | ----- | ----- |
| F. C. Núremberg · Alemania | 2.ª           | 2014-15       | 1     | 0     | 0                   | 0                   | —                        | —                        | 1     | 0     |
| F. C. Núremberg · Alemania | 2.ª           | 2015-16       | 4     | 1     | 0                   | 0                   | —                        | —                        | 4     | 1     |
| F. C. Núremberg · Alemania | 2.ª           | 2016-17       | 21    | 4     | 2                   | 0                   | —                        | —                        | 23    | 4     |
| F. C. Núremberg · Alemania | 2.ª           | 2017-18       | 15    | 6     | 2                   | 0                   | —                        | —                        | 17    | 6     |
| F. C. Núremberg · Alemania | Total club    | Total club    | 41    | 11    | 4                   | 0                   | 0                        | 0                        | 45    | 11    |
| F. C. Schalke 04 · Alemania | 1.ª           | 2017-18       | 4     | 0     | 2                   | 0                   | —                        | —                        | 6     | 0     |
| F. C. Schalke 04 · Alemania | 1.ª           | 2018-19       | 5     | 0     | 2                   | 0                   | 2                        | 0                        | 9     | 0     |
| F. C. Schalke 04 · Alemania | Total club    | Total club    | 9     | 0     | 4                   | 0                   | 2                        | 0                        | 15    | 0     |
| Hannover 96 · Alemania | 2.ª           | 2019-20       | 23    | 6     | 1                   | 0                   | —                        | —                        | 24    | 6     |
| F. C. Union Berlin · Alemania | 1.ª           | 2020-21       | 24    | 3     | 2                   | 0                   | —                        | —                        | 26    | 3     |
| F. C. Union Berlin · Alemania | 1.ª           | 2021-22       | 6     | 0     | 1                   | 0                   | 4                        | 0                        | 11    | 0     |
| F. C. Union Berlin · Alemania | Total club    | Total club    | 30    | 3     | 3                   | 0                   | 4                        | 0                        | 37    | 3     |
| Hannover 96 · Alemania | 2.ª           | 2021-22       | 14    | 2     | 1                   | 0                   | —                        | —                        | 15    | 2     |
| Hannover 96 · Alemania | 2.ª           | 2022-23       | 29    | 14    | 1                   | 0                   | —                        | —                        | 30    | 14    |
| Hannover 96 · Alemania | 2.ª           | 2023-24       | 27    | 11    | 1                   | 1                   | —                        | —                        | 28    | 12    |
| Hannover 96 · Alemania | Total club    | Total club    | 93    | 33    | 4                   | 1                   | 0                        | 0                        | 97    | 34    |
| St. Louis City SC Estados Unidos | 1.ª           | 2024          | 10    | 5     | ―                   | ―                   | 4                        | 2                        | 14    | 7     |
| St. Louis City SC Estados Unidos | Total club    | Total club    | 10    | 5     | 0                   | 0                   | 4                        | 2                        | 14    | 7     |
| Total carrera | Total carrera | Total carrera | 183   | 52    | 15                  | 1                   | 10                       | 2                        | 208   | 55    |
| (1) Incluye datos de la Copa de Alemania. (2) Incluye datos de la Liga de Campeones de la UEFA, Liga Europa Conferencia de la UEFA y Leagues Cup. |               |               |       |       |                     |                     |                          |                          |       |       |